# Homero Jerónimo Salvaterra
Pour les articles homonymes, voir Salvaterra.
Homero Jerónimo Salvaterra, né en 1957, est un homme politique santoméen. Il est ministre des Affaires étrangères de 1996 à 1999 et ambassadeur de son pays en République du Congo puis en Guinée équatoriale jusqu'en janvier 2017.